# Sneferukhaf
Sneferukhaf (Snfr.w ḫˁ=f, Brilla [el Rei] Snefru) va ser un príncep egipci que va viure durant la IV dinastia. Era fill del príncep Nefermaat II i una dona desconeguda. Era per tant net de la princesa Nefertkau I. Va rebre el nom del seu besavi, el faraó Sneferu. Va tenir almenys un fill, anomenat Nefermaat, sacerdot del culte de Quèops. Va ser enterrat a la mastaba G 7070 a Guiza.

## Sepultura
| s | nfr | f · r | w |

| s | nfr | f · r | w |

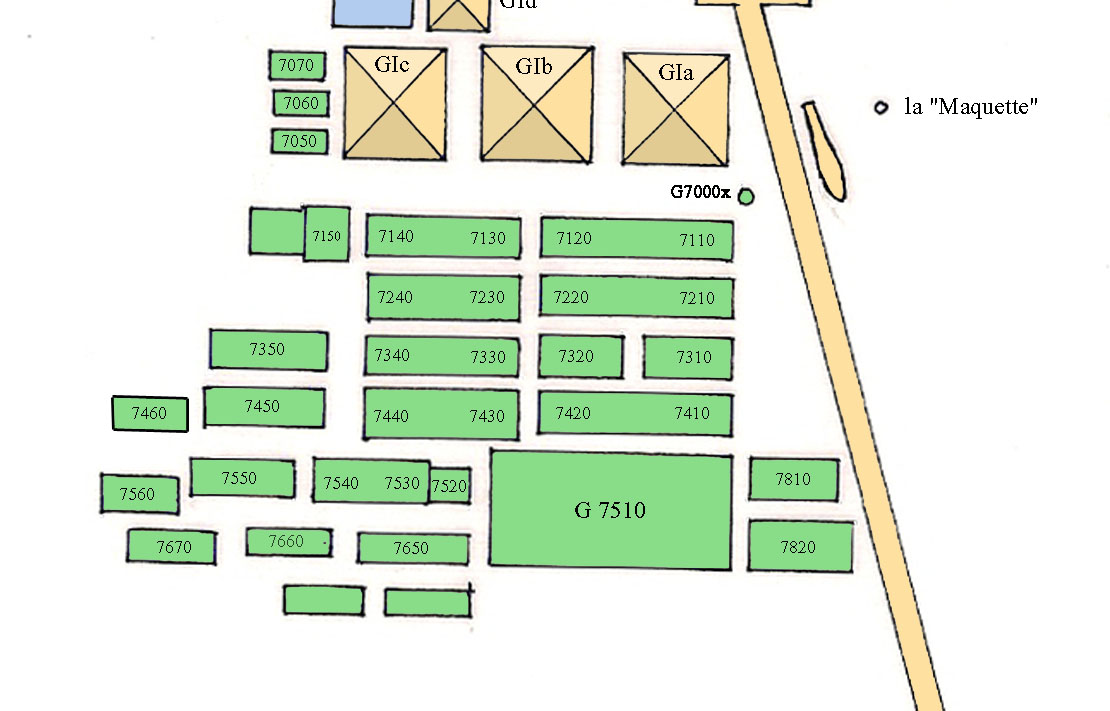
Necròpilis oriental de Guiza, amb la tomba de Sneferukhaf (7070).

Va fer construir la seva mastaba no gaire lluny de la piràmide del seu besoncle Quèops, al costat de la piràmide de la reina Henutsen. La tomba és propera a la de la seva àvia Nefertkau I (G 7050) i a la del seu pare Nefermaat II (G 7060). Aquesta necròpolis familiar va ser excavada per primera vegada per Karl Richard Lepsius al segle XIX i després per George Andrew Reisner el 1926.
La mastaba va revelar els enormes sarcòfags del príncep i de la seva família amb les seves pesades tapes amb espines i esteles de portes falses.

## Títols
Sneferukhaf tenia els següents títols coneguts:
- Príncep/noble hereditari, 'guardià dels patricis' (iry-pˁt)
- Protector/guardià de Nekhen/Hieracòmpolis (mniw nḫn)
- Pastor d'Apis (mdw ḥp)
- Boca de cada Pe-ite/Butite (vegeu Buto) (rȝ p nb)
- Segeller del rei del Baix Egipte (ḫtm(ty)-bity)
- Fill del rei (zȝ nswt)
- Únic company (smr wˁty)